# NGC 2106
NGC 2106 é uma galáxia lenticular (SB0) localizada na direcção da constelação de Lepus. Possui uma declinação de -21° 34' 01" e uma ascensão recta de 5 horas, 50 minutos e 46,3 segundos.
A galáxia NGC 2106 foi descoberta em 21 de Novembro de 1835 por John Herschel.